# کارلوس مانوئل آرانا اوسوریو
کارلوس مانوئل آرانا اوسوریو (اسپانیایی: Carlos Manuel Arana Osorio‎; زاده ۱۷ ژوئیهٔ ۱۹۱۸ – درگذشته ۶ دسامبر ۲۰۰۳) سیاست‌مدار اهل گواتمالا بود. وی از ۱ ژوئیه ۱۹۷۰ تا ۱ ژوئیه ۱۹۷۴ رئیس‌جمهور این کشور بود.
کارلوس مانوئل آرانا اوسوریو در ۶ دسامبر ۲۰۰۳، در سن ۸۵ سالگی درگذشت.